# Paraplotes antennalis
Paraplotes antennalis es una especie de insecto coleóptero de la familia Chrysomelidae.
Fue descrita científicamente en 1942 por Chen.